# 류영하
류영하(柳榮河, 1787년 ~ 1868년)는 조선의 문신이다. 본관은 고흥(高興)이며, 취흘(醉吃) 류숙(柳潚)의 8세손이다.

## 생애
1819년(순조 19) 식년 문과에 갑과로 급제하였다.
여러 관직을 거쳐 1858년(철종 9년) 사간원 대사간이 되었다.
1866년(고종 3) 공조 참판 겸 부총관(副摠管)에 이르렀다.

## 저서
- 『보산집』